# Charles-Étienne Collignon
Pour les articles homonymes, voir Collignon.
Charles-Étienne Collignon, né le 16 mai 1802 à Metz et mort le 4 décembre 1885 à Paris, est un ingénieur des ponts et chaussées français qui a été un temps député sous la monarchie de Juillet.

## Biographie
Charles-Étienne Collignon est un élève brillant, il rentre à l’École polytechnique pour faire carrière dans les ponts-et-chaussées. Ingénieur en chef des ponts-et-chaussées, Collignon travaille aux chemins de fer de l'Est. Il se lance dans la politique et se présente aux législatives à Sarrebourg, où il est élu le 31 janvier 1846. Il siège jusqu'à la Révolution de février 1848, soutenant la majorité ministérielle. Ayant abandonné la vie politique, il retourne au corps des ponts et chaussées : il est promu inspecteur-général des ponts-et-chaussées en 1854. Il est choisi en 1857 pour l'étude et la direction du nouveau réseau des chemins de fer russes. En 1867, Collignon est promu commandeur de la Légion d'honneur. Après l'annexion de sa ville natale, scellée par le Traité de Francfort, Charles-Étienne Collignon est vice-président du Conseil général des ponts et chaussées de 1872 à 1873 et nommé conseiller d'État par l'Assemblée nationale le 22 juillet 1872. Conservateur, il soutient constamment la politique du maréchal de Mac Mahon, qui aurait même envisagé de le nommer ministre des Travaux publics en 1877.
Charles-Étienne Collignon meurt à Paris en 1885. Il est le père d'Édouard Collignon.

## Sources
- « Biographie extraite du dictionnaire des parlementaires français de 1789 à 1889 (Adolphe Robert, Edgar Bourloton et Gaston Cougny) », sur gallica BNF (consulté le 8 décembre 2013)